# Vasconcellea crassipetala
Vasconcellea crassipetala är en tvåhjärtbladig växtart som först beskrevs av Victor Manuel Badillo, och fick sitt nu gällande namn av Victor Manuel Badillo. Vasconcellea crassipetala ingår i släktet Vasconcellea och familjen Caricaceae. Inga underarter finns listade i Catalogue of Life.